# Dan Lungren
Dan Lungren właściwie Daniel Edward Lungren (ur. 22 września 1946 w Long Beach) – amerykański polityk, członek Partii Republikańskiej.

## Działalność polityczna
W okresie od 3 stycznia 1979 do 3 stycznia 1983 przez dwie kadencje był przedstawicielem 34. okręgu, a następnie do 3 stycznia 1989 przez trzy kadencje był przedstawicielem 42. okręgu wyborczego w stanie Kalifornia w Izbie Reprezentantów Stanów Zjednoczonych. Od 7 stycznia 1991 do 4 stycznia 1999 był prokuratorem generalnym Kalifornii. Od 3 stycznia 2005 do 3 stycznia 2013 przez cztery kadencje był przedstawicielem 3. okręgu wyborczego w stanie Kalifornia w Izbie Reprezentantów Stanów Zjednoczonych.